# Hélène Adant
Hélène Adant, née Elena Mossolova (ou Mossoloff) le 26 juillet 1903 à Harbin (Chine) et morte le 15 février 1985 à Cormeilles-en-Parisis, est une photographe française d'origine russe. 
Elle naît à Harbin, en Chine, qui était à l'époque un important centre administratif impérial pour les chemins de fer russes. Elle émigre vers la France en 1926, et y fréquente les Beaux-Arts de Paris. Elle y rencontre le graveur et sculpteur Henri-Georges Adam, qu'elle épouse en 1930 et dont elle divorcera en 1945. C'est au moment de son mariage qu'elle entame sa carrière de photographe et fréquente l'avant-garde parisienne. Elle a notamment photographié l'atelier d'Henri Matisse, sans doute par l'entremise de sa cousine Lydia Délectorskaya, modèle et proche collaboratrice de Matisse,.
Comme photographe indépendante, elle a travaillé pour la presse, pour les éditions d'art, les éditions touristiques ou encore des institutions muséales. 

## Livres de photographies
- Matisse, la chapelle du Rosaire des Dominicaines de Vence et de l'Espoir, texte de Norbert Calmels, Mane, éditions Robert Morel, 1975, 190 p. Lire en ligne (extrait).

## Collections
- Institut national d'histoire de l'art (INHA), Paris[4],[2].
- Bibliothèque Kandinsky, Centre Georges-Pompidou, Paris[5].